# Onderwijsarchitectuur
Onderwijsarchitectuur of educatieve architectuur is een aanduiding voor het ontwerp van de inrichting van het onderwijs. 

## Achtergrond
Oorspronkelijk werd de term alleen gebruikt voor de ruimtelijke inrichting van bijvoorbeeld schoolgebouwen. Later werd de term ook gebruikt voor het ontwerp van het gegeven onderwijs. Een onderwijsarchitect kan daarmee ook iemand zijn zonder een erkende architectentitel. Zowel de methodische als de fysieke inrichting van het onderwijs zijn van invloed op de leerresultaten.

## Toepassing
Voorbeelden van onderwijsarchitectuur als (her)ontwerp van de ruimtelijke inrichting zijn de uiting van onderwijskundige inzichten in een schoolgebouw, leerplekken in plaats van klaslokalen en de invloed van onderwijsverandering op de ruimtes in een school. 
Voorbeelden van onderwijsarchitectuur als (her)ontwerp van het gegeven onderwijs zijn modernisering van een schoolorganisatie, het inrichten van een elektronische leeromgeving of een school als loopbaancentrum.